# Galdebær
Galdebær (Bryonia) er en slægt af klatrende stauder med nogle få arter, der er udbredt i Europa og Mellemøsten. Arterne har tynde, ru stængler og forgrenede klatretråde. Bladene er femlappede og handstrengede. Blomsterne sidder få sammen i bladhjørnerne. De er énkønnede, men ellers regelmæssigt 5-tallige. Blosteret er dobbelt og lysegrønt til grønttonet hvidt. Frugterne er giftige bær.
Her nævnes kun de to arter, som er vildtvoksende i Danmark.
| Arter |

- Enbo galdebær (Bryonia alba)
- Tvebo galdebær (Bryonia dioica)